# Petrol Ofisi
Petrol Ofisi A.Ş.  es una empresa turca distribuidora de productos derivados del petróleo y gas. desde 2017 es propiedad del grupo holandés Vitol.
Petrol Ofisi cuenta con más de 1900 estaciones de servicio en Turquía

## Historia
Petrol Ofsi Se fundó el 18 de febrero de 1941 como empresa estatal para la importación, el almacenamiento, la refinación y la distribución de productos petrolíferos. Se convirtió en una sociedad anónima en 1983.
El 24 de julio de 2000, la empresa fue privatizada e inicialmente el 51% de las acciones fueron adquiridas por Doğan Holding. El 13 de marzo de 2006, la petrolera austriaca OMV adquirió el 34% de la participación por 1.054 millones de dólares estadounidenses. Tras esta salida a bolsa, la participación del Grupo Doğan disminuyó del 86,7% al 52,7%. El 22 de octubre de 2010, OMV anunció la compra del 54,17% de las acciones de Doğan Holding por 1.000 millones de euros, lo que eleva su participación total en la compañía al 95,75%.La transacción estuvo sujeta a la aprobación de las autoridades competentes hasta el 22 de diciembre de 2010, fecha en que se completó.
En el marco del acuerdo firmado entre Petrol Ofisi y Chevron Brands International (Chevron) en 2021, Texaco inició la producción de productos derivados del petróleo.

## Patrocinios

### Fórmula 1
Petrol Ofisi fue el patrocinador principal del Gran Premio de Turquía de Fórmula 1 entre 2006 y 2008. Además, patrocinó al equipo Fisichella Motor Sport en la GP2 Series entre 2006 y 2007.

### Fútbol
Entre 1954 y 2010, la empresa tuvo un club de fútbol (Petrol Ofisi SK) que llevo a jugar en la Superliga Turca, el mayor nivel del fútbol turco en la temporada 1994/95.
-En 2022 Petrol Ofisi llego a un acuerdo con el Galatasaray para que su sección de fútbol femenino  lleve por motivos de patrocinios el nombre de Galatasaray Petrol Ofisi
-En 2022 Petrol Ofisi llego a un acuerdo con el Fenerbahçe para que su sección de fútbol femenino  lleve por motivos de patrocinios el nombre de Fenerbahçe Petrol Ofisi